# L'Arthur i els Minimoys
L'Arthur i els Minimoys (francès: Arthur et les Minimoys) és una pel·lícula anglesa de fantasia animada/live-action de 2006 en llengua francesa dirigida i coescrita pel cineasta francès Luc Besson. Es basa en els primers dos llibres de la sèrie de llibres infantils de l'Arthur, Arthur i el Minimoys i Arthur i la Ciutat Prohibida, de Besson. Està doblada al català.
L'Arthur i els Minimoys va ser estrenada als cinemes a França el 29 de novembre de 2006 per EuropaCorp, seguit per estrenes en un gran número de països. Fou reestrenada a França el 4 d'abril de 2007 amb dinou minuts extres de pel·lícula. Amb un pressupost de 60 milions d'euros, va ser breument producció d'una pel·lícula en francès més cara, fins que va ser superada per Astèrix als Jocs Olímpics (2008).
Va rebre crítiques positives dels crítics a França, però va ser rebuda negativament als Estats Units, amb la crítica dirigida a l'animació i al guió, però amb elogis per a les actuacions de veu i els aspectes visuals. La pel·lícula fou també un èxit de taquilla a França però va decebre als Estats Units. L'èxit de la pel·lícula a França va engendrar una franquícia amb dues seqüeles, Arthur i la venjança d'en Maltazard (2009) i Arthur i la guerra dels mons (2010), i una pel·lícula derivada, Arthur, malédiction (2022). També va engendrar múltiples videojocs, una sèrie de televisió animada i parcs d'atraccions temàtics a Futuroscope i Europa-Park.
Va rebre el premi Imagina en la categoria Prix du Long-Métrage. L'àlbum de la banda sonora es va estrenar el 9 de gener de 2007.

## Argument
El 1960, el protagonista, Arthur, de 10 anys, viu amb la seva àvia Daisy en una tranquil·la casa de camp situada en un camí de terra, en una petita comunitat rural del nord-est de Connecticut (basada en Sterling). El seu avi Archibald ha desaparegut recentment i veu poc als seus pares (que són fora cercant feina). La Daisy entreté a l'Arthur amb històries de les aventures del seu avi a Àfrica, protagonitzades per l'alt Bogo Matassalai i els minúsculs Minimoys, dels quals aquests últims viuen ara al jardí de l'Archibald, protegint una col·lecció de robins. Arthur s'enamora d'un quadre de Selenia, la princesa dels Minimoys. Quan la Daisy rep un termini de dos dies per pagar una gran suma de diners a un promotor immobiliari anomenat Ernest Davido, que planeja desnonar-los a tots dos, l'Arthur cerca els robins per saldar el deute i descobreix diverses pistes deixades pel seu avi. Els Bogo Matassalai es reuneixen amb ell al jardí i redueixen a l'Arthur a la mida d'un Minimoy. Gràcies als Minimoys, l'Arthur s'assabenta que estan en perill per culpa de Maltazard, un heroi de guerra Minimoy que ara governa la propera "Necròpolis", després de ser corromput per un corc, del que té un fill anomenat Darkos.
Arthur, reflectint el seu llegendari homònim britànic, treu una espasa sagrada del seu forat i la utilitza per a protegir als Minimoys dels soldats de Maltazard; llavors Sifrat, el governant dels Minimoys, envia a l'Arthur a Necròpolis, amb la princesa Selenia i el seu germà Betameche. Pel camí, són atacats en dues ocasions pels soldats de Maltazard. A Necròpolis, la Selenia besa a l'Arthur, marcant-lo com el seu marit i potencial successor, i s'enfronta a Maltazard a soles. Quan Maltazard s'assabenta que ja ha besat a l'Arthur i, per tant, ja no pot donar-li els seus poders ni curar la seva corrupció, empresona als tres, que descobreixen una forma Minimoy de l'Archibald. A partir de llavors, l'Arthur i el seu avi escapen i tornen a la seva forma humana, amb poc temps de sobra abans que el diluvi de Maltazard arribi als Minimoys. Amb l'ajuda de Mino, el fill perdut d'un conseller reial, l'Arthur redirigeix la inundació cap a Necròpolis; llavors Maltazard abandona Necròpolis i al seu fill, i l'aigua expulsa els robins a la superfície. L'Archibald paga a Davido amb un robí; i quan intenta emportar-se'ls tots, els Bogo Matassalai el capturen i l'entreguen a les autoritats (escena suprimida en l'edició estatunidenca). L'Arthur li demana a la Selenia que esperi el seu retorn, i ella accepta fer-ho mentre la pel·lícula acaba.

## Repartiment
| Personatge                           | Descripció | Veu catalana                  | Veu francesa                | Veu anglesa                 |
| Repartiment del live-action          | Repartiment del live-action | Repartiment del live-action   | Repartiment del live-action | Repartiment del live-action |
| ------------------------------------ | --- | ----------------------------- | --------------------------- | --------------------------- |
| Arthur Montgomery                    | Un nen de deu anys que viatja pel món invisible dels Minimoys per trobar el tresor que el seu avi, perdut feia temps, havia amagat. | Klaus Stroink                 | Barbara Kelsch              | Freddie Highmore            |
| Daisy Suchot                         | L'àvia de l'Arthur i la dona de l'Archibald.                                                                                        | Rosa Guiñón                   | Frédérique Tirmont          | Mia Farrow                  |
| Archibald Suchot                     | L'avi de l'Arthur i el marit de la Daisy.                                                                                           | Joaquim Díaz i Muntané        | Michel Duchaussoy           | Ron Crawford                |
| Ernest Davido                        | L'agent immobiliari. | Jordi Royo Segura             | José Garcia                 | Adam LeFevre                |
| Rose Montgomery                      | La mare de l'Arthur. | Alicia Laorden                | Valérie Lemercier           | Penic Balfour               |
| Armand Montgomery                    | El pare de l'Arthur. | ?                             | Jean-Paul Rouve             | Douglas Rand                |
| ?                                    | El cap dels Massai | Ramon Canals                  | Doudou Masta                | Jean Betote Njamba          |
| Repartiment de veu                   | |                               |                             |                             |
| Princesa Selenia                     | La filla de l'Emperador Sifrat. | Berta Cortés García           | Mylène Farmer               | Madonna                     |
| Príncep Simono Matradoy de Betameche | El germà més jove de Selenia. | Pedro Torrabadella            | Cartman                     | Jimmy Fallon                |
| Emperador Sifrat XVI                 | El pare de Betameche i de Selenia.                                                                                                  | Pepe Mediavilla               | Jacques Frantz              | Robert De Niro              |
| Max                                  | El cap del Koolamassai, una raça d'éssers similars als Minimoys.                                                                    | Xavier Fernández              | Rohff                       | Snoop Dogg                  |
| DJ Easy Low                          | Un Koolamassai. | ?                             | Cut Killer                  | Anthony Anderson            |
| Príncep Darkos                       | El fill viciós, però poc intel·ligent de Maltazard.                                                                                 | Toni Sevilla                  | Marc Lavoine                | Jason Bateman               |
| Emperador Maltazard                  | També conegut com el Mal M, Maltazard el Malvat, o Malthazar el Maleït.                                                             | Pep Anton Muñoz               | Alain Bashung               | David Bowie                 |
| Miro                                 | L'assessor reial. | Pep Sais                      | Tonio Descanvelle           | Harvey Keitel               |
| Mino                                 | El fill perdut de Miro. | Aleix Estadella               | Barbara Scaff               | Erik Per Sullivan           |
| ?                                    | El Cap d'Estació | Carles di Blasi               | Dick Rivers                 | Emilio Estevez              |
| ?                                    | L'Agent de Viatge. | ?                             | ?                           | Chazz Palminteri            |
| Frèderic                             | El Cobrador. | Jaume Costa Carreras          | ?                           | Robert William Bradford     |
| ?                                    | L'antiquari. | Enric Isasi-Isasmendi Gabarra | ?                           | Christian Erickson          |

## Producció
L'animació va ser produïda per l'empresa francesa BUF Compagnie, la qual va contractar aproximadament 100 animadors, la majoria d'ells des d'escoles d'animació francesa i sense qualsevol experiència anterior. Besson va voler un ambient fotorrealista, i BUF inicialment va utilitzar microlents per filmar entorns físics, però finalment en comptes d'això utilitzaria la fotogrametria, on una fotografia digitalitzada d'un objecte real és manipulada amb un ordinador. Els conjunts van ser construïts a escala 1:3, el qual va permetre als animadors usar elements naturals, com plantes i herba. Mentre que la pel·lícula no va usar la captura de moviments, es van fer servir actors reals com a referència, i es va gravar amb 13-14 càmeres, però sense els marcadors utilitzats en la captura de moviments. Besson va dirigir les seves actuacions. En els termes de lip sync amb el diàleg dels actors, els animadors francesos no podrien sortir-se'n amb els fonemes anglesos. Per a Madonna i David Bowie, es va fer servir una càmera per filmar els seus llavis i ajudar així als animadors. L'animació es va fer amb programari propietari.

## Recepció

### Taquilla
La pel·lícula va ser pressupostada amb 86 milions de dòlars. En les dues primeres setmanes als cinemes a França, Arthur va guanyar uns 20 milions de dòlars.

### Recepció de la crítica
Arthur i els Minimoys va rebre crítiques negatives per part dels crítics. Als Estats Units, la pel·lícula a Los Angeles va rebre un índex d'aprovació del 22% a Rotten Tomatoes basat en les opinions de 92 crítics, amb una mitjana de valoració de 4,4/10. El cens del web diu: "Arthur desaprofita els seus grans talents de veu en un guió predictible i una animació CG deficient". A Metacritic la pel·lícula té una puntuació de 39 sobre 100 basada en opinions de 22 crítics.
A Los Angeles Times el crític Alex Chun va escriure, "el director Luc Besson admet que no en sabia res d'animació abans que ell iniciés aquest projecte, i es nota". Robert Koehler, de Variety, la titllà d'"alienant i desagradable" i concretament indicà que, "Fer que actors afroamericans com Snoop Dogg i Anthony Anderson posin veu a criatures que són bàsicament micos humanoides és una mostra de mal gust."
A molts els semblà que derivava de fonts que anaven des de l'espasa a la pedra del Rei Artur fins a les pel·lícules The Dark Crystal i Ant bully: Benvingut al formiguer. "Tot sembla simplement com si [l'artista conceptual Patrice] García i Besson no pogueren decidir-se per una sola cosa per copiar", digué Frank Lovece, de Film Journal International, "així que les copiaren totes". Lovece també assenyalà que "tot l'assumpte es torna molt horripilant quan [les versions animades de] la princesa adulta i bella i el nen de 10 anys s'enamoren l'un de l'altre. Mary Kay Letourneau ve incòmodament a la ment". A Common Sense Media no li agradà la pel·lícula, donant-li 2 estrelles de 5 i dient: "La combinació desigual d'animació i acció en viu pot avorrir als nens". A Josh Tyler, de Cinema Blend, el disgustà molt la pel·lícula, donant-li 1,5 estrelles de 5 i dient: "Segur que a vegades té el nom de l'estimat director francès Luc Besson, però els dissenys dels personatges semblen robats d'aquells ninots de trols de cabell ondulat que van ser populars durant uns cinc minuts fa quinze anys, i la trama semblava escrita per un nen de deu anys sota un pesat edredó amb una gran tauleta de cap i un llapis de la mida de la pota d'un cavall". Besson, en una entrevista el maig de 2007, culpà a la distribuïdora americana The Weinstein Company pel fracàs de la pel·lícula als EUA, dient "El perquè als crítics no els va agradar Arthur va ser perquè [Weinstein] va canviar molt la pel·lícula i va intentar fingir que la pel·lícula fos americana. […] Amèrica i el Regne Unit van ser els únics països on les pel·lícules es van canviar. La resta del món té la mateixa pel·lícula que a França."

### Premis
L'1 de febrer de 2007, la pel·lícula va rebre el Premi Imagina en la categoria Prix du Long-Métrage. L'1 d'octubre de 2007, se li atorgà a Mylène Farmer el premi NRJ Ciné pel seu doblatge de la veu de Selenia a Arthur i els Minimoys.

## Diferències entre versions
Després d'una prova de projecció als Estats Units, The Weinstein Company reedità la pel·lícula. Es retallaren aproximadament nou minuts. La major part dels talls es referien a la història d'amor entre l'Arthur i la Selenia (a causa de les diferències d'edat). Les escenes foren:
- L'arribada de l'Arthur al món Minimoy en mig d'una cerimònia centrada en la majoria d'edat de la Selenia.
- L'Arthur caient enamorat de la Selenia a primera vista.
- L'Arthur retirant un cordill de la cotilla de la Selenia per a usar-la com una corda d'escalar, i la Selenia agafant el cordill altre cop.
- En Max referint-se a les seves begudes com 'Jack Fire' en comptes de Genie Soda. També, quan l'Arthur escapa del bar durant l'apagada, en Max fuma alguna cosa que s'assembla a un cigarro.
- La Selenia fent un petó a l'Arthur abans d'enfrontar-se a en Maltazard, i Betameche felicitant-los.
- La Selenia fent un petó a l'Arthur abans que ell retorni al seu món.
- L'Arthur aprenent el costum que una princesa ha d'esperar deu mesos lunars abans de fer-li un petó per segona vegada al marit que ha triat.
- En Davido intentant robar el tresor de l'Archibald, abans de ser capturat pels Bogo Matassalai.
- L'àvia de l'Arthur dins l'antiquari abans que ells arribin a casa seva.
- En Max parlant-li a la Selenia sobre les seves 7 dones mentre estan ballant.
- En Malthazar enfrontant la Selenia pel seu compromís amb l'Arthur.
- La Selenia burlant-se de l'Arthur mentre entra al cotxe de joguina, fent que l'Arthur panteixi davant la distracció.

Douglas Rand, que va interpretar al pare de l'Arthur, també va posar veu a Betameche.
També se suprimí tota la trama dels pares i la seva avarícia pels diners, que es reduí a una breu escena i a l'explicació del narrador que la preocupació pel seu fill era l'únic que necessitaven per reformar-se per complet.
La versió britànica de la pel·lícula, també distribuïda per The Weinstein Company, de forma similar mancava d'aquestes escenes.
La pel·lícula sense editar es va fer disponible de franc a YouTube per Lionsgate el 17 de març de 2021.

### Tecnologia
Els Minimoys apareixen a la primera capsa de cereals Nestlé Chocopic de realitat augmentada amb l'ajuda de la tecnologia 3DVIA Virtools de Dassault Systèmes.

## Franquícia

### Seqüeles
Arthur i els Minimoys va tenir continuïtat en forma de seqüela el 2009 amb Arthur i la venjança d'en Maltazard, basada en la novel·la homònima, i una altra seqüela el 2010 titulada Arthur i la guerra dels mons, basada en l'últim llibre de la sèrie. Al Regne Unit i a Irlanda, ambdues seqüeles es van combinar en una sola pel·lícula, Arthur and the Great Adventure, estrenada el desembre del 2010.

### Sèrie de televisió
Una sèrie de televisió animada, Arthur i els Minimoys, produïda per Studio 100, va debutar el 17 de juliol del 2018. També es va planejar una websèrie de 20 episodis.

### Pel·lícula derivada
L'abril del 2022, s'anuncià una pel·lícula de terror derivada, titulada Arthur, malédiction. Escrita per Besson i dirigida per Barthélemy Grossmann, la pel·lícula no s'ambienta en el mateix univers i segueix un grup d'adolescents que està cercant la casa on es filmà la trilogia original només per descobrir que en realitat està encantada. Està planificada la seva estrena a França pel 29 de juny de 2022.